# دیانا کلفام
دیانا کلفام (انگلیسی: Diana Clapham؛ زادهٔ ۸ ژوئن ۱۹۵۷) ورزشکار اهل مالزی است.
وی در مسابقات کشوری و بین‌المللی در مجموع برندهٔ ۲ مدال نقره شده‌است.